# Караханов, Александр Викторович
Александр Викторович Караханов (род. 1 февраля 1973) — российский дзюдоист и самбист, чемпион и призёр чемпионатов России по дзюдо, призёр чемпионатов России по самбо, обладатель Кубков России и мира по самбо, призёр чемпионата Европы по самбо. Чемпион мира по дзюдо среди ветеранов 2012 года. Выступал в весовых категориях до 66-68 кг.

## Спортивные результаты
- Чемпионат России по дзюдо 1994 года — ;
- Чемпионат России по самбо 1997 года — ;
- Чемпионат России по самбо 1999 года — ;
- Кубок России по самбо 1999 года — ;
- Чемпионат России по дзюдо 1999 года — ;
- Чемпионат России по дзюдо 2000 года — ;
- Чемпионат России по дзюдо 2001 года — ;
- Чемпионат России по дзюдо 2002 года — ;